# Eddystone Point
Eddystone Point – przylądek położony w północno-wschodniej Tasmanii, w południowej części parku narodowego Mount William National Park, na północ od zatoki Bay of Fires. Wybrzeże na przylądku jest pokryte kolorowym granitem. W 1642 roku do przylądka dotarł Abel Tasman. Przylądek został nazwany w 1773 roku przez Tobiasa Furneaux ze względu na podobieństwo do Eddystone Rocks. W latach 80. XIX wieku z lokalnego granitu na przylądku została zbudowana latarnia morska. Wśród lokalnej społeczności aborygeńskiej przylądek jest znany pod nazwą Larapuna. W 2006 roku rząd Tasmanii przyznał Aborygenom 40-letnią dzierżawę terenów otaczających przylądek. 